# Okręg wyborczy Sturt
Okręg wyborczy Sturt (ang. Division of Sturt) – jednomandatowy okręg wyborczy do Izby Reprezentantów Australii, położony we wschodniej części Adelaide. Został utworzony przed wyborami w 1949 roku, jego patronem jest podróżnik Charles Sturt. 

## Lista posłów
| okres urzędowania | poseł            | przynależność              |
| ----------------- | ---------------- | -------------------------- |
| 1949-1954         | Keith Wilson     | Liberalna Partia Australii |
| 1954-1955         | Norman Maikin    | Australijska Partia Pracy  |
| 1955-1966         | Keith Wilson     | Liberalna Partia Australii |
| 1966-1969         | Ian Wilson       | Liberalna Partia Australii |
| 1969-1972         | Norm Foster      | Australijska Partia Pracy  |
| 1972-1993         | Ian Wilson       | Liberalna Partia Australii |
| od 1993           | Christopher Pyne | Liberalna Partia Australii |

źródło: 